# G. & J. E. Pinckernelle
G. & J. E. Pinckernelle é uma corretora de seguros de Hamburgo, fundada em 1 de dezembro de 1857 pelos irmãos Gustav (1821-1875) e Johann Ernst Pinckernelle (1827–1906). A empresa, no entanto, traça suas raízes na empresa de corretagem de navios E. F. Pinckernelle, criada por seu pai Ernst Friedrich Pinckernelle (1787-1868) em Hamburgo em 1818.

Ernst Friedrich Pinckernelle nasceu em Magdeburgo em 1787. Em 1818, casou-se com Louise Seyler (1799-1849), membro da dinastia bancária Berenberg-Gossler-Seyler. Era filha do banqueiro Ludwig Erdwin Seyler e neta do diretor de teatro Abel Seyler e dos banqueiros Johann Hinrich Gossler e Elisabeth Berenberg. Pinckernelle morreu em Hamburgo em 1868. As irmãs de Louise Seyler, Elisabeth (Betty) (1789-1837) e Luise Auguste eram casadas com Gerhard von Hosstrup e sua irmã Henriette (nascida em 1805), era casada com o industrial norueguês Benjamin Wegner.